# Dagmar Spengler
Dagmar Spengler (* 4. April 1974 in Herten) ist eine deutsche Cellistin. Zurzeit ist sie Solocellistin der Staatskapelle Weimar.

## Leben
Dagmar Spengler erhielt ihren ersten Violoncellounterricht an der Musikschule Marl bei Zoltan Thirring und Klaus Baumeister und studierte anschließend bei Claus Kanngiesser an der Hochschule für Musik Köln. Nach ihrer Künstlerischen Reifeprüfung 1998, die sie „mit Auszeichnung“ bestand, folgte sie der Einladung von Bernard Greenhouse zu einem Studienjahr in die USA. Als Stipendiatin des Deutschen Musikwettbewerbs Bonn mit dem Rebecca-Clarke-Trio (Klaviertrio) bestritt sie ab 1998 zahlreiche Konzerte im Rahmen der Konzerte Junger Künstler des Deutschen Musikrates. 2001 schloss sie ihr Studium an der Hochschule für Musik Köln mit dem Konzertexamen ab. 
Dagmar Spengler war Solocellistin in mehreren Jugendorchestern (u. a. im Jugendsinfonieorchester NRW), spielte als Solocellistin im Folkwang Kammerorchester Essen und war, sofort im Anschluss an ihr Studium, zwischen 2001 und 2003 Cellistin der Sächsischen Staatskapelle Dresden (Semperoper).
Neben dem regelmäßigen Besuch internationaler Meisterkurse u. a. bei David Geringas, Bernard Greenhouse, Lluís Claret und dem Alban-Berg-Quartett widmet sie sich intensiv der Kammermusik in den unterschiedlichsten Besetzungen, so z. B. mit dem Sextett Vivace! und im Duo mit dem Pianisten Oliver Drechsel.
Unter dem Titel dialogo mit Werken des 20. Jahrhunderts für Violoncello und Klavier erschien 2001 ihre Debüt-CD im Verlag Dohr, die neben den bekannten Sonaten von Sergej Prokofjew und Benjamin Britten auch zwei Weltersteinspielungen des britischen Komponisten Buxton Orr, unter anderem dessen Carmen-Fantasie enthält.

## Diskografie
- dialogo. Werke des 20. Jahrhunderts für Violoncello und Klavier von Sergej Prokofjeff, Buxton Orr und Benjamin Britten (zus. m. Oliver Drechsel, Klavier), Verlag Dohr DCD017, 2001.